# Mario Landolfi
Mario Landolfi (Mondragone, 6 giugno 1959) è un politico e giornalista italiano.
È stato deputato della Repubblica Italiana dal 15 marzo 1994 al 14 marzo 2013 e Ministro delle comunicazioni nel governo Berlusconi III.

## Biografia
Il padre Giacomo fu un esponente del Partito Monarchico nella provincia di Caserta e consigliere comunale nella lista MSI-DN nel comune di Mondragone.
Mario Landolfi ha conseguito la maturità classica presso il Liceo Classico "Agostino Nifo" di Sessa Aurunca.
Giornalista professionista, assunto al Secolo d'Italia, è stato consigliere comunale e capogruppo del MSI. Nel 1994 è stato eletto deputato in Alleanza Nazionale nel collegio di Sessa (battendo Lorenzo Montecuollo, Bernardo Pirollo e Amato Lamberti), e rieletto per quattro legislature (1996, 2001, 2006, 2008): alle elezioni politiche del 2006 è stato eletto alla Camera dei deputati nel collegio Campania 2, sempre nelle liste di Alleanza Nazionale, di cui è stato coordinatore regionale per la Campania fino al 2009, anno di fondazione del PdL, di cui è coordinatore vicario per la stessa regione.
Dal 22 aprile 2005 al 18 maggio 2006 ha ricoperto la carica di Ministro delle comunicazioni (Governo Berlusconi III); come tale emise un decreto (noto come "Decreto Landolfi") sulla liberalizzazione delle frequenze per la trasmissione dati wireless. Insieme a Giulio Tremonti, che era allora ministro delle finanze nello stesso Gabinetto e che aveva promosso la costituzione di una Banca del Mezzogiorno, favorì l'accensione di una partnership fra questo istituto e Poste italiane. È stato inoltre presidente della Commissione parlamentare per l'indirizzo generale e la vigilanza dei servizi radiotelevisivi (la cosiddetta "Commissione di vigilanza RAI").
È stato membro del Consiglio generale del Partito Radicale Transnazionale.
Landolfi è stato deputato fino al 2013, quando è tornato a scrivere per il Secolo d'Italia.
In vista della nascita del governo Draghi, lancia un appello a Fratelli d'Italia di Giorgia Meloni per cambiare idea e appoggiare l'esecutivo, assieme ad altri 23 ex-esponenti di Alleanza Nazionale.
Nel 2020, in occasione del 50º anniversario dell’istituzione delle Regioni, ha pubblicato per Rubbettino Editore “La Repubblica di Arlecchino-Così il regionalismo ha infettato l’Italia”, libro che mette a nudo le sconcertanti performance offerte dalle sanità territoriali nell’azione di contrasto al coronavirus.

## Controversie
Nel 2000, durante il discorso in diretta con cui annunciava le sue dimissioni da direttore del TG1, il giornalista Gad Lerner dichiarò che, fresco di nomina, il 13 luglio 2000 era stato invitato a pranzo dal Presidente della Commissione di Vigilanza, Mario Landolfi. Al momento del caffè Landolfi - affermò Lerner - tirò fuori dalla tasca un foglio di carta dicendo "ci sarebbe questa persona da sistemare". Successivamente la giornalista Marilù Lucrezio affermò di essere lei la precaria "raccomandata", in un'intervista al Corriere della Sera. In quell'occasione, Landolfi ammise di aver agito in modo "inopportuno", ma querelò Gad Lerner per diffamazione. La vicenda si concluse con l'assoluzione del giornalista.
Nell'aprile 2018, durante un'intervista per strada, tentata in via della Scrofa a Roma, ha rifilato con violenza uno schiaffo al volto e insultato il giornalista Danilo Lupo, inviato del programma di Massimo Giletti Non è l'Arena (LA7), tale gesto è consequenziale a una certa insistenza che l'inviato ha avuto nell'intervistarlo, il quale, poco prima del ceffone, ha epitetato l'ex deputato come un maleducato.

## Procedimenti giudiziari
Un'inchiesta giornalistica de L'Espresso del 2008 riportò attività della Procura della Repubblica di Santa Maria Capua Vetere riguardanti serialità di raccomandazioni per assunzioni nella società Poste italiane; l'indagine coinvolse Landolfi, il suo segretario particolare Cosimo Chianese e l'Amministratore Delegato della Società Massimo Sarmi, tuttavia il settimanale riferì affermazioni di fonti della Procura secondo cui doveva trattarsi di «vicenda che riveste i caratteri del malcostume politico, ma non c'è la prova che vi sia stata una attività illecita». In ogni caso, nel 2017 il processo per le assunzioni all'AIFA si concluse con l'assoluzione dei 35 imputati.
Nel 2007, a margine di un'inchiesta della Direzione distrettuale antimafia (DDA) di Napoli che coinvolgeva il politico Nicola Cosentino, l'imprenditore e pentito di Camorra Michele Orsi (secondo la stampa in precedenza legato al clan Bidognetti) formulò diverse accuse riguardanti assunzioni clientelari alla nettezza urbana del comune di Mondragone. L'inchiesta fu ripartita in due filoni, in uno dei quali era imputato il Cosentino. Landolfi fu indagato con l'accusa di corruzione e truffa, con l'aggravante di aver commesso il fatto per agevolare il clan mafioso La Torre. 
Mario Landolfi fu assolto, avendo rinunciato alla prescrizione, da questa accusa, con sentenza emessa dal Tribunale di Santa Maria Capua Vetere il 23 dicembre 2019 . 
Il 15 maggio 2012 fu rinviato a giudizio dal Giudice dell'udienza preliminare con le accuse di concorso in corruzione e truffa aggravate dall'avere agito per favorire il clan camorristico La Torre; il politico dichiarò la sua estraneità, parlando di «vicenda farsesca, banale, paesana». Aveva già pubblicato online le intercettazioni telefoniche di cui la Giunta per le autorizzazioni della Camera dei Deputati aveva negato ai magistrati l'utilizzo.  Con la sentenza emessa dal Tribunale di Santa Maria Capua Vetere il 23 dicembre 2019, dopo 12 anni,  si evidenzia la totale estraneità alle accuse legate al favoreggiamento camorristico, favoreggiamento semplice e truffa residuando la condanna a due anni per corruzione con sospensione della stessa accompagnata dalla non menzione sul casellario giudiziario. Nella conferenza stampa tenuta presso l'Hotel Cavalieri di Caserta il 27 dicembre 2019, preannunciando il ricorso in Appello, ha dichiarato: " Felice per la caduta dell'aggravante mafiosa. Dispiaciuto per la condanna ricavata dalle dichiarazioni di un pentito che la difesa ha dimostrato essere un mentitore seriale". La condanna per corruzione viene confermata dalla Corte di Appello di Napoli il 12 gennaio 2022 e dalla Corte di Cassazione, che dichiara il ricorso inammissibile il 4 marzo 2023.
La condanna a 2 anni di Landolfi, ancorché divenuta irrevocabile, ha continuato a seminare dubbi e perplessità.
In data 3 novembre 2023 il quotidiano “Il Dubbio”, in un articolo a firma Errico Novi dal titolo “Gasparri: ‘Condannarono Landolfi solo per non sconfessare un pentito’” un’interrogazione parlamentare di Maurizio Gasparri, in cui il senatore di Forza Italia, dopo aver evidenziato gravi e vistose anomalie contenute nella sentenza, chiedeva al ministro della Giustizia Carlo Nordio di valutare la possibilità di attivare “un’azione disciplinare” nei confronti dei giudici che l’avevano pronunciata.
Agli inizi di dicembre Gasparri tornava alla carica con una seconda interrogazione al ministro Nordio ribadendo la necessità di intervenire al fine di ‘riaffermare la legalità violata’ nel processo a carico dell’ex-ministro. In particolare, Gasparri lamentava la violazione degli articoli 192, 499 e 507 del c.p.p. La richiesta del presidente dei senatori di Forza Italia trovava il convinto sostegno del Partito Radicale che l’11 dicembre, su input del segretario nazionale Maurizio Turco, organizzava presso la storica sede di Via di Torre Argentina 76 una tavola rotonda sul ‘Caso Landolfi' moderata dalla giornalista de “Il Dubbio” Simona Musco, alla quale, oltre agli stessi Gasparri, Turco e Landolfi, partecipavano anche il vicepresidente nazionale dell’Unione delle Camere Penali Gianpaolo Catanzariti e il giornalista Alessandro Barbano. Oltre che su Radio Radicale, i lavori della tavola rotonda hanno trovato spazio in articoli pubblicati su ‘Il Dubbio’, il ‘Secolo d’Italia’ e su ‘L’Identità
Il caso giudiziario dell’ex-ministro ha ispirato anche il libro del giornalista Luca Maurelli, che nel dicembre del 2024 pubblica con Guida editore “Anatomia di un’ingiustizia - Il processo a Mario Landolfi" con la prefazione di Alessandro Barbano (222 pag. 18 €). Il libro è stato recensito, tra gli altri, da “Il Foglio”, “l’Unità”, “Il Mattino”, “Secolo d’Italia”, "Il Dubbio", “Roma”, dalle agenzie Ansa  e AdnKronos e da moltissimi siti online. Il 31 gennaio 2025 il volume viene presentato nella sede dell’Archivio di Stato di Napoli in un evento organizzato dall’associazione Polo Sud e moderato dal giornalista de “Il Mattino” Leandro De Gaudio, cui oltre all’autore e allo stesso Landolfi, partecipano l’on. Amedeo Laboccetta, l’avv. Nicolas Balzano, vicepresidente nazionale dell’Unione delle Camere Penali, il magistrato Giuseppe Cioffi, presidente di sezione nel Tribunale di Napoli Nord e il dott. Arcibaldo Miller, già capo del servizio ispettivo presso il ministero della Giustizia  . Il 4 febbraio il libro viene presentato a Roma nella sede del Partito Radicale  con l’intervento, tra gli altri, dell’on. Marco Follini e dell’avv. Vincenzo Maiello, ordinario di Diritto Penale all’Università “Federico II” di Napoli. A moderare il confronto, la giornalista Lorena D’Urso . Il 15 febbraio, infine, ad occuparsi del libro di Maurelli saranno anche i “Quaderni Radicali” attraverso una pubblica conversazione tra il giornalista Geppy Rippa, già segretario del Partito Radicale, e lo stesso Landolfi. Tutte le manifestazioni ricordate sono state trasmesse da Radio Radicale e sono rintracciabili nell’archivio di quella emittente. In occasione dell’inaugurazione dell’Anno giudiziario a Napoli, l’on. Amedeo Laboccetta, presidente di Polo Sud, ha consegnato una copia  libro di Maurelli direttamente nel mani del ministro Guardasigilli Carlo Nordio. Nella sua prefazione al libro di Maurelli, Alessandro Barbano, voce tra le più limpidi e coerenti della cultura garantista nonché profondo conoscitore delle distorsioni della giustizia italiana, scrive: “Nel ‘caso Landolfi’ si possono riscontrare tutte le patologie del sistema giudiziario, ma di cui nessuno parla nel dibattito pubblico”.